# 西坪镇 (大同市)
西坪镇是中华人民共和国山西省大同市云州区下辖的一个乡镇级行政单位。

## 行政区划
西坪镇下辖以下地区：
西坪村、水头村、上甘庄村、下甘庄村、贺店村、康店村、大坊城村、小坊村、坨坊村、官堡村、寺儿上村、中高庄村、上高庄村、东嘴村、西嘴村、上榆涧村、下榆涧村、唐家堡村和下高庄村。